# كولن تايلور
كولن تايلور (بالإنجليزية: Colin Taylor)‏ (25 ديسمبر 1971 بليفربول في المملكة المتحدة - ) هو لاعب كرة قدم بريطاني في مركز الهجوم. شارك مع منتخب إنجلترا تحت 18 سنة لكرة القدم. أما مع النوادي، فقد لعب مع بريستون نورث إيند ونادي دونكاستر روفرز ووولفرهامبتون واندررز وويغان أتلتيك ونادي تلفورد يونايتد ونادي رانكورن هالتون.